# Stuart (Nebraska)
Stuart es una villa ubicada en el condado de Holt en el estado estadounidense de Nebraska. En el Censo de 2010 tenía una población de 590 habitantes y una densidad poblacional de 170,38 personas por km².

## Geografía
Stuart se encuentra ubicada en las coordenadas 42°36′4″N 99°8′26″O / 42.60111, -99.14056. Según la Oficina del Censo de los Estados Unidos, Stuart tiene una superficie total de 3.46 km², de la cual 3.46 km² corresponden a tierra firme y (0%) 0 km² es agua.

## Demografía
Según el censo de 2010, había 590 personas residiendo en Stuart. La densidad de población era de 170,38 hab./km². De los 590 habitantes, Stuart estaba compuesto por el 98.98% blancos, el 0.17% eran afroamericanos, el 0% eran amerindios, el 0.17% eran asiáticos, el 0% eran isleños del Pacífico, el 0% eran de otras razas y el 0.68% pertenecían a dos o más razas. Del total de la población el 0.68% eran hispanos o latinos de cualquier raza.